# Pseudoleskea saviana
Pseudoleskea saviana là một loài Rêu trong họ Leskeaceae. Loài này được (De Not.) Latzel miêu tả khoa học đầu tiên năm 1931.